# Kronstadtupproret

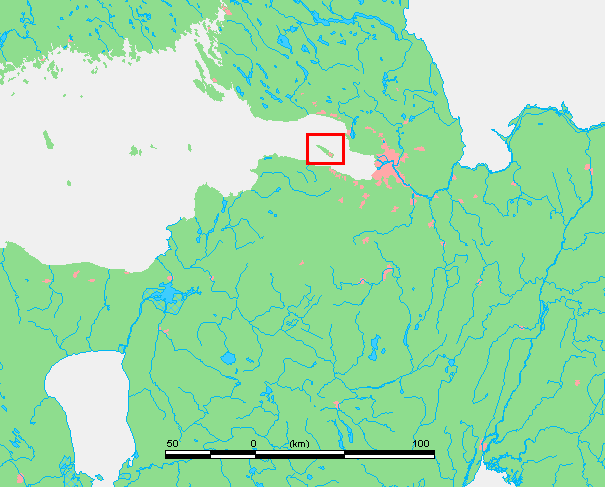
Ön Kotlin med Kronstadt.

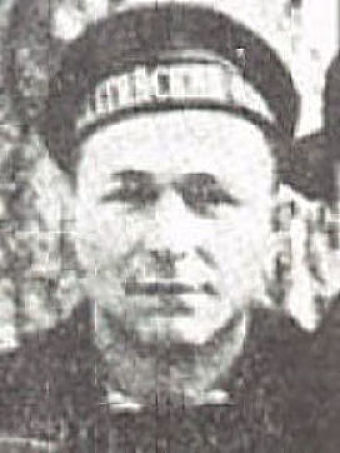
Stepan Petrichenko.

Kronstadtupproret, även kallat matrosupproret i Kronstadt, var det uppror som ägde rum i februari-mars 1921 i staden Kronstadt på den ryska ön Kotlin i Finska viken.
Kronstadt heter den stora fortifikation som ligger på ön Kotlin strax utanför Sankt Petersburg (dåtida Petrograd) och med sin fästning och sin flottilj skyddar hamninloppet. Ön har en fast civil befolkning på uppemot 30 000 och ett stort antal matroser; vid tiden för upproret mer än 3 000 personer. Matroserna på Kronstadt var välkända för sitt revolutionära sinnelag, och de hade mycket täta band med sovjeten i Petrograd.

## Resolutionen
I februari 1921 utbröt en våg av strejker inne i Petrograd och matroserna uttalade sitt stöd för den. En delegation skickades av matroserna till Petrograd för att på ort och ställe studera situationen och utarbeta en gemensam aktionsplan. Vid dess återkomst antogs 28 februari en resolution på ett möte med besättningarna på slagskeppen, och den lyder som följer:
"Efter att ha tagit del av den rapport som framlagts av representanter för besättningarna, utsända till Sankt Petersburg för att studera förhållandena där av ett allmänt manskapsmöte, har vi fattat följande beslut:
1. Då det visat sig att den nuvarande sovjeten inte längre ger uttryck för arbetarnas och böndernas vilja, bör sovjeten omedelbart väljas på nytt genom sluten omröstning; före valen fullständig frihet till propaganda för alla arbetare och bönder.
2. Yttrande- och tryckfrihet för arbetare och bönder, för anarkister och socialistiska vänsterpartier.
3. Rätt till möten, fackliga organisationer och bondesammanslutningar.
4. Före den 10 mars 1921 avhållandet av en partilös konferens av arbetare, röda arméns soldater och matroserna från Petrograd, Kronstadt och petrograddepartementet.
5. Försättande i frihet av alla politiska fångar tillhörande de olika socialistiska partierna, alla arbetare och bönder, soldater från röda armén och matroser arresterade för arbetar- och bondeuppror.
6. Val av en kommission för revidering av processerna mot dem som hålls i fängelse och koncentrationsläger.
7. Avskaffandet av alla "politiska sektioner" – ty inget parti bör ha privilegier för propagerandet av sina idéer eller att för detta ändamål erhålla subsidier från staten. I deras ställe bör upprättas undervisnings- och uppfostringskommissioner, som bör understödjas av samhället.
8. Omedelbart upphävande av "stängselkompanier".
9. Jämlika ransoner för alla arbetare med undantag för dem som arbetar inom de hälsovådliga industrierna.
10. Avskaffandet av de kommunistiska detachementen i alla arméförband och de kommunistiska vaktposterna i fabriker och verkstäder; i händelse av behov kan detachementen och vaktposterna utses av kompanierna, fabrikerna och verkstäderna av arbetarna.
11. Fullständig frihet för bönderna att efter behag disponera all jord och att inneha kreatur under villkor att de inte använder sig av lönearbetare.
12. Vi uppmanar alla militära förband och alla kamrater liksom också elever i de militära skolorna att förena sig med vår resolution.
13. Vi fordrar att alla våra resolutioner erhåller vidsträckt spridning.
14. Att det utses en byrå av ambulerande kontrollörer.
15. Rätt att bedriva hemarbete utan användande av lönearbetare."

## All makt åt sovjeterna - inte åt partiet!

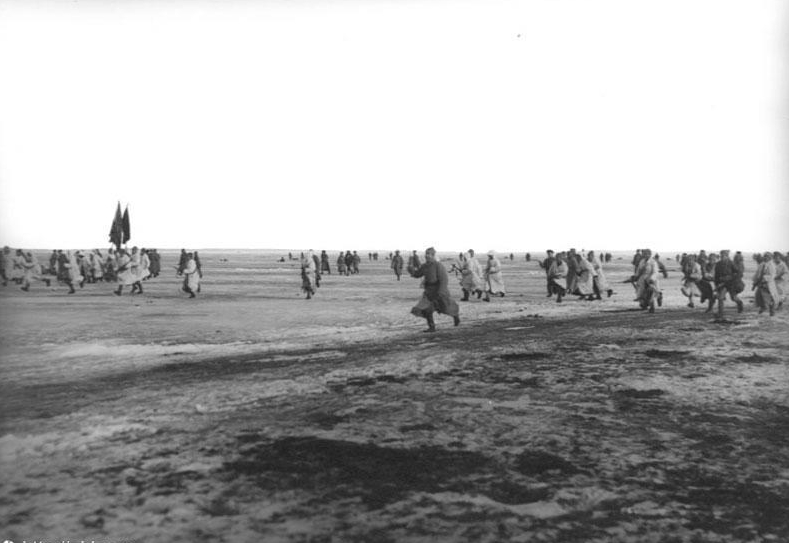
Röda armén attackerar Kronstadt.

Samtidigt radikaliserades matroserna alltmer och hävdade "All makt åt sovjeterna – inte åt partiet!" Kronstadt Isvjetia talade om "den tredje revolutionen" – det vill säga att makten nu ska tillhöra hela arbetarklassen genom deras valda sovjeter, inte några nya tsarer i kommissariekläder, och att verklig demokrati är möjlig. Det kan även nämnas att både Aleksandra Kollontaj (Arbetaroppositionen) och Emma Goldman som då var gäst i Ryssland, hade en liknande syn på arbetarrådens ställning i förhållande till partiet. Revolten mot kommunistpartiet uppstod spontant och utan hjälp utifrån, trots att Vladimir Lenin och Lev Trotskij på alla tänkbara sätt försökte misstänkliggöra och knyta den till fiendens propaganda. På 10:e partikongressen blev Lenin dock tvungen att erkänna att Kronstadt inte hade kontrarevolutionärer i sina led.

## Massakern

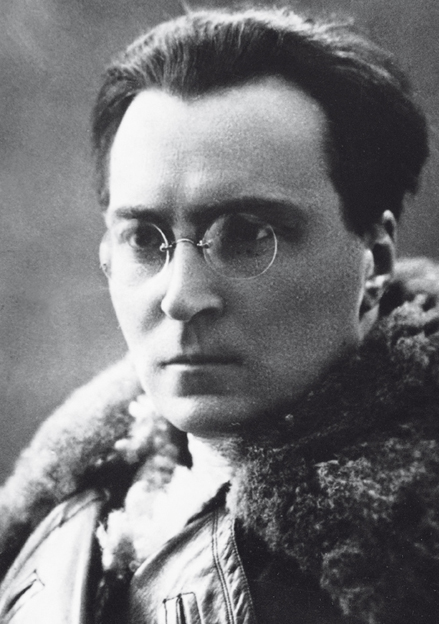
Victor Serge

Tonen blev allt hårdare och kommunistpartiet hotade med att "om ni inte kapitulerar villkorslöst kommer vi att skjuta ner er som rapphöns". Ett första försök att slå ner revolten militärt misslyckades, då Petrograd-soldaterna mitt under framryckningen på isen gick över på Kronstadt-försvararnas sida. Sympatierna med matroserna spred sig, och Trotskij fick slutligen rekvirera soldater från de landsändar som var mest avlägsna, och därmed minst insatta i situationen. De före detta tsarofficerarna Michail Tuchatjevskij, Sergej Kamenev och Dmitrij Avrov anlitades för att krossa matroserna i ett nytt försök. Trotskij infiltrerade den enorma styrkan på 50 000 man med spioner och satte exekutionspatruller längst bak i ledet ifall någon skulle våga tveka. Sedan marscherade man över isen till fästningen. Ögonvittnet Victor Serge skrev senare om detta:
"Infanterister i långa vita parkas avancerade i vågor och på några ställen sprack isen under dem. Här och där bröt sig enorma isblock loss och då de sakta vände över ända tog de med sig sin mänskliga last ner i de svarta vattendjupen. Och så började den skamliga slakten, kamrat mot kamrat…"
Med hjälp av tungt bombflyg och närstrider i gränderna blev matroserna efter en 10 dagars utdragen kamp besegrade, och inte mindre än 18 000 människor massakrerades. Ytterligare tusentals fängslades eller flydde till Finland.